# Europese weg 843
De Europese Weg 843 of E843 is een weg die uitsluitend door Italië loopt.
Deze weg vormt een verbindingsweg tussen de E55 nabij Bari en de E90 bij Taranto. Van Bari tot Massafra volgt de E843 het laatste stukje van de A14 de Autostrada Adriatica. Vervolgens loopt het tracé van de E843 via de SS7 verder naar Taranto.